# Mocella rakiura
Mocella rakiura är en snäckart som först beskrevs av Powell 1939.  Mocella rakiura ingår i släktet Mocella och familjen Charopidae. Inga underarter finns listade i Catalogue of Life.